# Орден Франсіско Морасана
Орден Франсіско Морасана — державна нагорода Республіки Гондурас, яку було започатковано 1 березня 1941 року та названо на честь президента Сполучених Провінцій Центральної Америки Франсіско Морасана.

## Ступені
Орден має 6 класів:
- Кавалер Великого хреста із Золотою зіркою — вручається главам держав, у тому числі колишнім, членам королівських родин, особам, які сягнули висот у науках і мистецтві.
- Кавалер Великого хреста зі Срібною зіркою — вручається главам держав, членам урядів, послам, особам, які очолюють збройні сили й іншим особам подібного рангу.
- Великий офіцер — вручається міністрам закордонних справ, головам місій, державним віце-секретарям, членам Верховного суду, сенаторам, ректорам університетів, генералам, флаг-офіцерам та іншим особам подібного рангу.
- Командор — вручається аташе, дипломатичним радникам, генеральним консулам, депутатам парламентів, деканам університетів, суддям, полковникам та іншим особам подібного рангу.
- Офіцер — вручається дипломатам, консулам, чиновникам юстиції, професорам, підполковникам та іншим особам подібного рангу
- Кавалер

## Опис
Знак ордена є золотим мальтійським хрестом білої емалі з тонкою золотою каймою та золотими кульками на кінцях, накладеним на лавровий вінець зеленої емалі. В центрі круглий золотий медальйон з каймою синьої емалі. В центрі медальйону погрудний профіль Франсіско Морасана. На каймі золотими літерами напис: "FRANCISCO MORAZAN — 1792—1842 — ". Знак за допомогою перехідної ланки в вигляді центрального елемента державного герба (на тлі золотої піраміди гора між двома вежами), кріпиться до орденської стрічки.
Реверс знака аналогічний до аверсу, за винятком центрального медальйону: в центрі зображено центральний елемент герба Сполучених Провінцій Центральної Америки — гірський масив з п'яти вершин, над ними фригійський ковпак на палиці на тлі сонця, що сходить з-за гір. На каймі золотими літерами напис: «REP. DE HONDURAS LIBRE, SOBERANA, INDEPENDIENTE» (Республіка Гондурас Вільна, Суверенна, Незалежна).
Зірка ордена 32-променева, що складається з двогранних загострених промінчиків, вісім з яких, розташованих симетрично, більші за решту. На зірку накладено знак ордена без перехідної ланки.

## Відомі нагороджені
- Хуан Карлос I (1977)
- Софія Грецька та Ганноверська (1977)
- Густаво Діас Ордас (1966)
- Рафаель Корреа
- Рамон Ернесто Крус Уклес
- Уго Чавес (2014)